# Herb powiatu pilskiego

Herb powiatu pilskiego w latach 2000-2014

Herb powiatu pilskiego – jeden z symboli powiatu pilskiego, którego obecna wersja, autorstwa Jerzego Bąka i Aleksandra Bąka, została ustanowiona 27 lutego 2014.

## Wygląd i symbolika
Herb przedstawia na tarczy w polu czerwonym uszczerbionego srebrnego orła wielkopolskiego ze złotym dziobem i takąż przepaską, pod którym złoty wieniec z dziewięciu liści dębu. 
Pół orła jest uszczerbionym godłem herbu wojewódzkiego i podkreśla przynależność powiatu pilskiego do województwa wielkopolskiego. Natomiast wieniec z liści symbolizuje dziewięć gmin powiatu.